# Caso Carlinhos Teixeira
O Caso Carlinhos Teixeira refere-se à morte trágica de Carlos Teixeira, um adolescente de 13 anos de idade que faleceu em 16 de abril de 2024, após ser agredido por colegas na Escola Estadual Júlio Pardo Couto, localizada em Praia Grande, litoral de São Paulo.

## Antecedentes
Carlos Teixeira era um menino saudável que completou 13 anos no dia 7 de abril de 2024. Ele cursava o 6º ano do Ensino Fundamental na Escola Estadual Júlio Pardo Couto. Segundo seu pai, Julisses Fleming, Carlos já havia relatado sofrer bullying de colegas na escola.
Em uma das ocasiões, Carlos foi espancado por 3 garotos dentro do banheiro da escola após uma discussão por causa de um pirulito. A família procurou a direção solicitando uma reunião com os pais porém o diretor e a vice-diretora se recusaram a tomar tal atitude.
Vídeos que surgiram posteriormente mostram Carlos sendo agredido em outros momentos dentro da escola. A Secretaria de Educação do Estado de São Paulo informou que as imagens de uma dessas agressões datam de 19 de março de 2024, cerca de três semanas antes de sua morte.

## Incidente
O incidente ocorreu em 9 de abril de 2024, quando dois colegas de Carlos pularam sobre suas costas enquanto ele estava conversando com outro amigo. A agressão causou fortes dores nas costas do menino e dificuldades respiratórias. O pai chegou a gravar um vídeo onde Carlos relatava forte dores nas costas e muita dificuldade para respirar. Carlos foi levado à Unidade de Pronto Atendimento (UPA) de Praia Grande várias vezes ao longo da semana, mas foi liberado em todas as ocasiões com diferentes diagnósticos.
No segundo dia após a agressão, Carlos apresentava uma deformidade nas costas e continuava a sentir fortes dores, além de dificuldade para respirar. Sua mãe relatou que o filho não conseguia sentar, se vestir ou tomar banho sozinho. Após um exame de raio-X, o médico diagnosticou Carlos com um princípio de escoliose, mas os pais contestaram a afirmação, pois o menino não possuía essa condição antes da agressão sofrida no dia 9 de abril.

## Morte
No dia 15 de abril, os sintomas de Carlos se agravaram, e ele foi levado à UPA Central de Santos, onde foi internado e entubado. Transferido para o Hospital Santa Casa de Santos no dia seguinte, Carlos faleceu após sofrer três paradas cardiorrespiratórias. O pai relata que o filho pouco antes da morte delirava e gritava dizendo que tinha medo de morrer. De acordo com a declaração de óbito, Carlos morreu de broncopneumonia bilateral, uma inflamação grave nos pulmões. Especialistas consultados pela mídia apontaram que a agressão poderia ter causado um trauma nas costas que dificultou sua respiração, resultando na infecção pulmonar. O corpo de Carlos foi liberado pelo Instituto Médico Legal (IML) em 18 de abril de 2024, após passar por necropsia. O velório e o sepultamento foram realizados no dia 19 de abril em um cemitério de Praia Grande.

## Investigações e repercussão
O caso foi registrado como morte suspeita e está sendo investigado pelo 1º Distrito Policial de Praia Grande. O corpo do adolescente passou por necropsia, e o laudo final sobre a causa da morte deve ser emitido em até 90 dias. A morte de Carlos gerou protestos em frente à escola onde ele estudava. Familiares, amigos e moradores da região pediram justiça, e muitos destacaram o problema do bullying nas escolas públicas. Durante o protesto, manifestantes exigiram ações mais rigorosas das autoridades educacionais e da segurança pública.